# 蓬溪白塔
鹫峰寺塔，又称蓬溪白塔，位於四川省遂寧市蓬溪縣赤城鎮，文物遺址年代判定為宋。2002年12月27日公佈為四川省第六批省級文物保護單位。2006年5月25日列為第六批全國重點文物保護單位。